# Härjevad
Härjevads är kyrkbyn i Härjevads socken i Lidköpings kommun i Västergötland belägen vid Lidan söder om Lidköping.  
Här återfinns Härjevads kyrka. Härjevad ligger vid Lidan öster om Järpås. Informationsskylt finns som berättar att den gamla träkyrkan flyttades till Skara, Fornbyn, 1921. 